# Beate Raudies

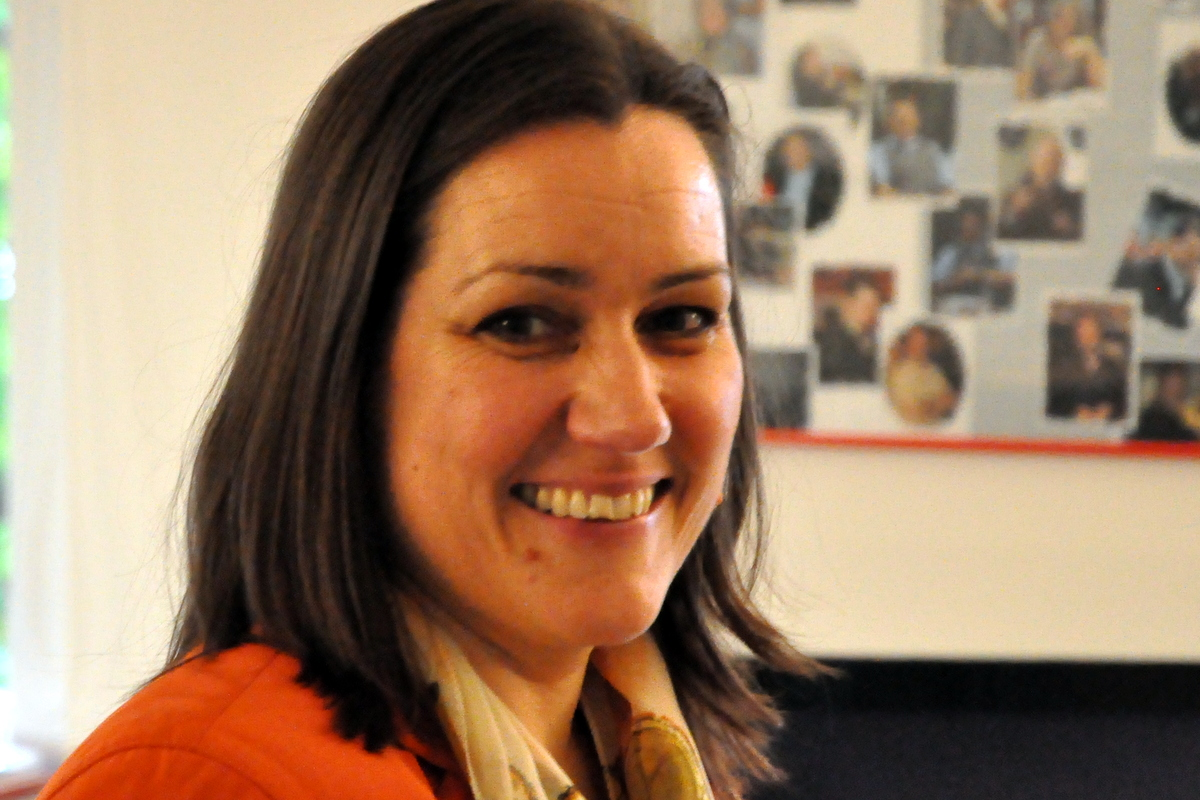
Beate Raudies (2013)

Beate Raudies (* 1. September 1966 in Elmshorn) ist eine deutsche Politikerin (SPD). Sie ist seit 2012 Abgeordnete des Schleswig-Holsteinischen Landtags und seit 2022 Vizepräsidentin desselben.

## Leben
Raudies Vater war Verwaltungsangestellter in der Hamburger Steuerverwaltung, die Mutter ist gelernte Krankenschwester.
Nach dem Abitur am Elmshorner Elsa-Brändström-Gymnasium im Jahr 1985 absolvierte Raudies ein Fachhochschulstudium zur Diplom-Finanzwirtin, das sie 1988 abschloss. Sie ist in der Hamburger Finanzverwaltung als Regierungsrätin tätig und wegen ihres Landtagsmandats in Schleswig-Holstein derzeit beurlaubt.
Raudies ist verheiratet und hat einen Sohn. Christine Raudies ist ihre Schwester.

## Politik
Raudies trat im Jahr 1985 in die SPD ein und gehörte dem Ortsvereinsvorstand Elmshorn von 1986 bis 2000 an. Seit 1990 hat sie einen Sitz im Stadtverordneten-Kollegium von Elmshorn, in den Jahren 2000 bis 2012 als Vorsitzende der SPD-Fraktion, seit 2008 als Vorsitzende des Hauptausschusses. Sie war u. a. auch Vorsitzende des Kulturausschusses und des Finanzausschusses sowie finanzpolitische Sprecherin ihrer Fraktion.
Bei den Landtagswahlen in Schleswig-Holstein 2012 und 2017 errang sie jeweils das Direktmandat im Landtagswahlkreis Elmshorn. Bei der Landtagswahl 2022 wurde sie über die SPD-Landesliste in den Landtag und anschließend auch als Vizepräsidentin des Landtags gewählt.
Beate Raudies war im Landtag zeitweise stellvertretende Vorsitzende des Bildungsausschusses. Außerdem war sie kulturpolitische Fraktionssprecherin und für den Landesschulbeirat zuständig. Zudem saß Raudies im Petitionsausschuss und bekleidete einen Stellvertreterposten im Finanzausschuss. Raudies war außerdem als Fraktionssprecherin für den Bereich Feuerwehr zuständig.

## Weiteres Engagement und Mitgliedschaften
Seit mehr als 25 Jahren ist sie Mitglied in der Gewerkschaft ver.di und bei der AWO. Seit 2018 ist sie Präses der Synode des Evangelisch-Lutherischen Kirchenkreises Rantzau-Münsterdorf.